# Веселе (Миргородська міська громада)
Весе́ле —  село в Україні, у Миргородській міській громаді Миргородського району Полтавської області. Населення становить 4 осіб. Колишній орган місцевого самоврядування — Дібрівська сільська рада.

## Географія
Село Веселе примикає до села Шпакове, знаходиться за 0,5 км від села Дібрівка. По селу протікає пересихаючий струмок з загатою.

## Населення
- 2001 рік - 4 особи
- 2003 рік - 4 особи
- 2004 рік - 5 осіб[1]